# Classe Albany
La classe Albany est une classe de trois croiseurs lance-missiles guidés de l'United States Navy en service entre 1962 et 1980. C'étaient des navires reconvertis, issus des classes Baltimore et  Oregon City dont les coques et la propulsion étaient identiques. Toutes les superstructures et les armes d'origine ont été retirées et remplacées. Les navires convertis disposaient de nouvelles superstructures très hautes et la reconstruction s'appuyait fortement sur l'aluminium pour alléger le navire.
Ils ont été armés de missiles antiaériens à longue portée Talos, à courte portée Tartar, d'un ASROC et de torpilles, mais n'ont pas porté de missiles anti-navires. Ils ont été les derniers plus grands bâtiments de ce type, hormis le USS Long Beach, les missiles ultérieurs, d'un poids plus léger pouvant être installé sur des bâtiments d'un déplacement inférieur, ayant des équipages moins nombreux.

## Arrière-plan et conception
Après la capitulation japonaise en 1945, les croiseurs des classes Cleveland et Baltimore  qui avaient combattu, ont été progressivement placés en réserve, de sorte que ne restaient actifs vers 1947-48, que quatre croiseurs de la classe Baltimore et un de la classe Cleveland qui n'avaient pas participé à la guerre, ainsi que les croiseurs des classes Fargo et Oregon City, bientôt rejoints par ceux des classes Des Moines et Worcester.

### Les croiseurs et la défense aérienne de la flotte (1945-1950)
À cette époque, qui voit les États-Unis et l'Union soviétique s'affronter, en particulier en Europe (guerre civile grecque de 1946-49, coup de Prague en février 1948, blocus de Berlin en 1948-49), la menace aérienne contre les forces navales a beaucoup évolué, depuis les kamikaze, avec la mise en service de chasseurs-bombardiers à réaction. Tous les Oerlikon 20 mm dont on avait couvert les navires en 1943-44 ont été démontés, et les canons Bofors de 40 mm quadruples ont été  remplacés par des affûts doubles de 76,2 mm/50 calibres. Un nouveau canon de 152 mm/47 DP Mk 16 a été installé en tourelles doubles sur la classe Worcester, mise en service en 1948, qui n'a plus d'artillerie secondaire de 127 mm/38, mais porte 5 affûts doubles de 76,2 mm/50 Mk 27.
Mais les croiseurs de cette classe sont des navires certes puissants mais lourds, dont les équipages sont nombreux, de sorte qu'il n'apparaît pas possible de les produire en quantité. Une solution alternative apparaît possible avec le recours à de grands destroyers classifiés destroyers leaders, déplaçant près de 4 000 tonnes, armés de canons de 127 mm/54 Mk 42 entièrement automatiques et d'affûts de 76,2 mm/50, avec des radars performants. Quatre coques, portant des noms d'amiraux brillants de la guerre du Pacifique disparus prématurément (Mitscher, McCain, Willis A. Lee, et Wilkinson), ont été mises sur cale à partir de 1949.

### La guerre de Corée et le début des missiles anti-aériens
L'attaque nord-coréenne de 1950 a très vite conduit l'US Navy à réarmer ses croiseurs lourds, qui n'ont pas tant montré leur efficacité en matière de défense anti-aérienne, mais pour les bombardements côtiers. Pour autant le programme Bumblebee (en) a été poursuivi. Il s'agissait de pouvoir atteindre des avions comme ceux mettant en œuvre des bombes planantes guidées, tout en restant hors de portée de l'artillerie anti-aérienne. Lorsqu'on a abouti à la mise au point d'un missile surface-air de moyenne portée, le choix a été fait, en raison du poids des dispositifs de lancement et des volumes nécessaires au stockage des missiles, d'installer sur des croiseurs lourds des systèmes de lancement de missiles Terrier, guidés par faisceau hertzien grâce à un radar de poursuite antiaérien. Les USS Boston et Canberra ont été reclassés CAG-1 et CAG-2, le 4 janvier 1952, les travaux ont été effectués aux chantiers de la New York Shipbuilding Corporation. Ces croiseurs ont été réarmés pour essais fin 1955 et début 1956. Entre 1956 et 1958, six croiseurs de la classe Cleveland parmi les derniers construits furent convertis en croiseurs lance-missiles guidés. Ceux immatriculés CLG-3 à CLG-5, qui ont constitué la classe Galveston, étaient équipés du système d'armes Talos, et ceux immatriculés CLG-6 à CLG-8, qui ont constitué la classe Providence étaient équipés du système d'armes Terrier.
À la fin de 1956, il a été décidé la construction du premier croiseur conçu depuis la guerre, d'un type complètement nouveau, uniquement armé de lance-missiles, à propulsion nucléaire, avec de nouveaux radars à antennes planes sur les flancs de la superstructure centrale. Immatriculé finalement CNG-9, sans référence au calibre (jusqu'à 155 mm → (C)L, au-delà → (C)A) d'une artillerie dont il était dépourvu, il a été mis sur cale début 1957, et n'a eu aucun sister-ship'.
Pour disposer de bâtiments où installer le système d'armes Talos, le choix de l'US Navy s'est porté sur la refonte de croiseurs de la classe Baltimore ou assimilée, les navires de la classe Cleveland, comme ceux de la classe Galveston ayant rencontré des problèmes de stabilité. Les USS Oregon City, Chicago et Fall River ont été initialement choisis, mais, pour le premier et le dernier, l'état de conservation de ces navires désarmés en 1947 a conduit à retenir finalement, à la place, l'USS Albany (CA-123) et l'USS Columbus (CA-74). Les trois croiseurs ont été reclassés CG-10 et CG-11, le 1er novembre 1958 et CG-12 le 30 septembre 1959.

### Construction et caractéristiques

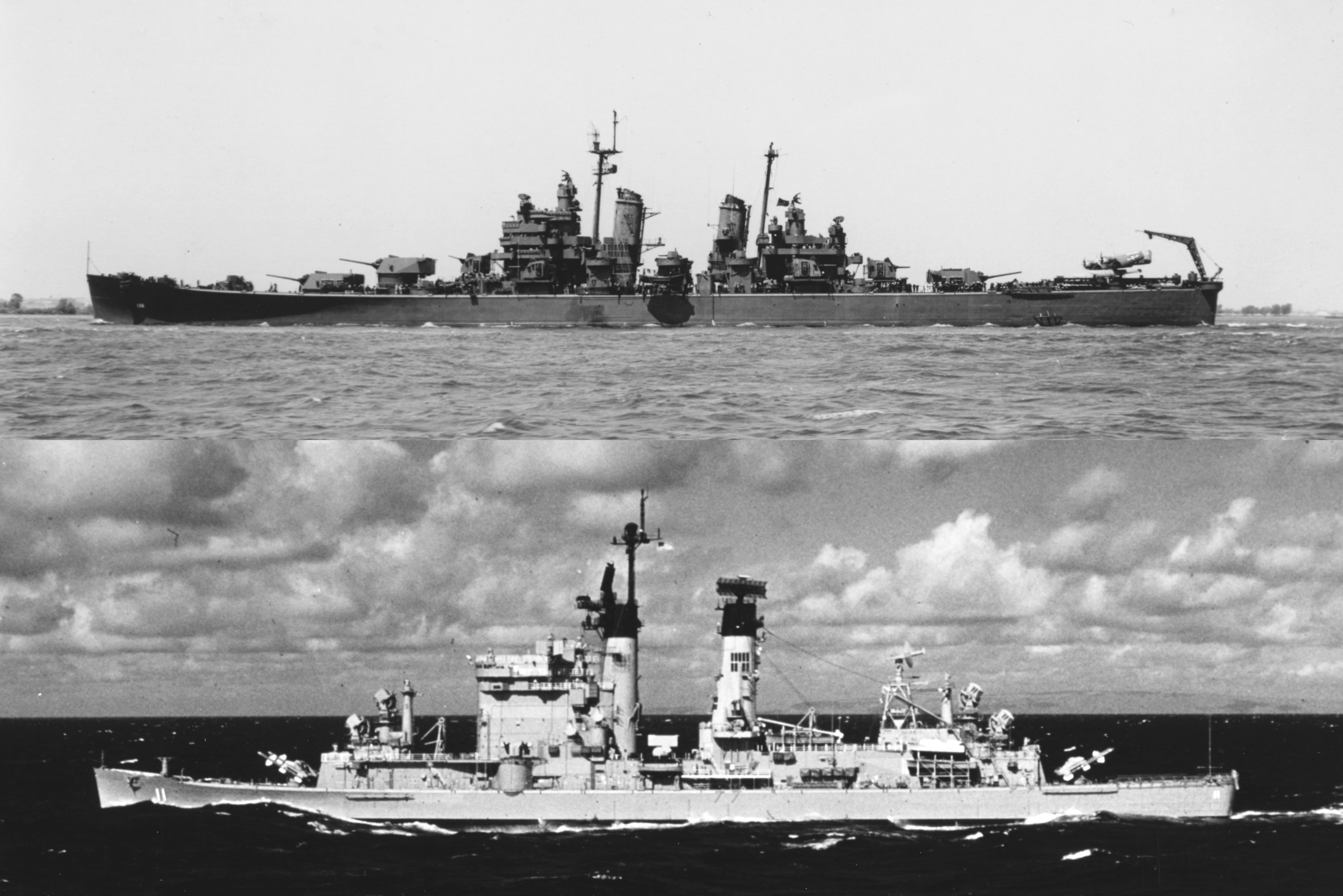
L' avant et après sa conversion.

L'USS Albany, immatriculé CG-10 est converti à l'arsenal de Boston, à partir de janvier 1959 et réarmé le 3 novembre 1962. L'USS Chicago est converti à l'arsenal de San Francisco à partir de juillet 1959. Il est réarmé le 2 mai 1964. L'USS Columbus immatriculé CG-12, est converti à l'arsenal du Puget Sound à partir de septembre 1959. Il est réarmé le 1er décembre 1962. Les USS Rochester et Bremerton ont été également proposés à la conversion sous les immatriculations CG-13 et CG-14, mais cette perspective est abandonnée autour de 1960, en raison du coût élevé de la conversion et des capacités des classes de frégates armées de missiles guidés alors en achèvement, au premier rang desquelles la classe Coontz.
Le processus de conversion est relativement lourd. Les navires sont démontés jusqu'à la coque, tout l'armement et la superstructure du navire sont enlevés. Un bloc-passerelle de grande hauteur est installé avec deux tours combinant mâts et cheminées pour y installer les antennes de radars.

## Armes et équipements

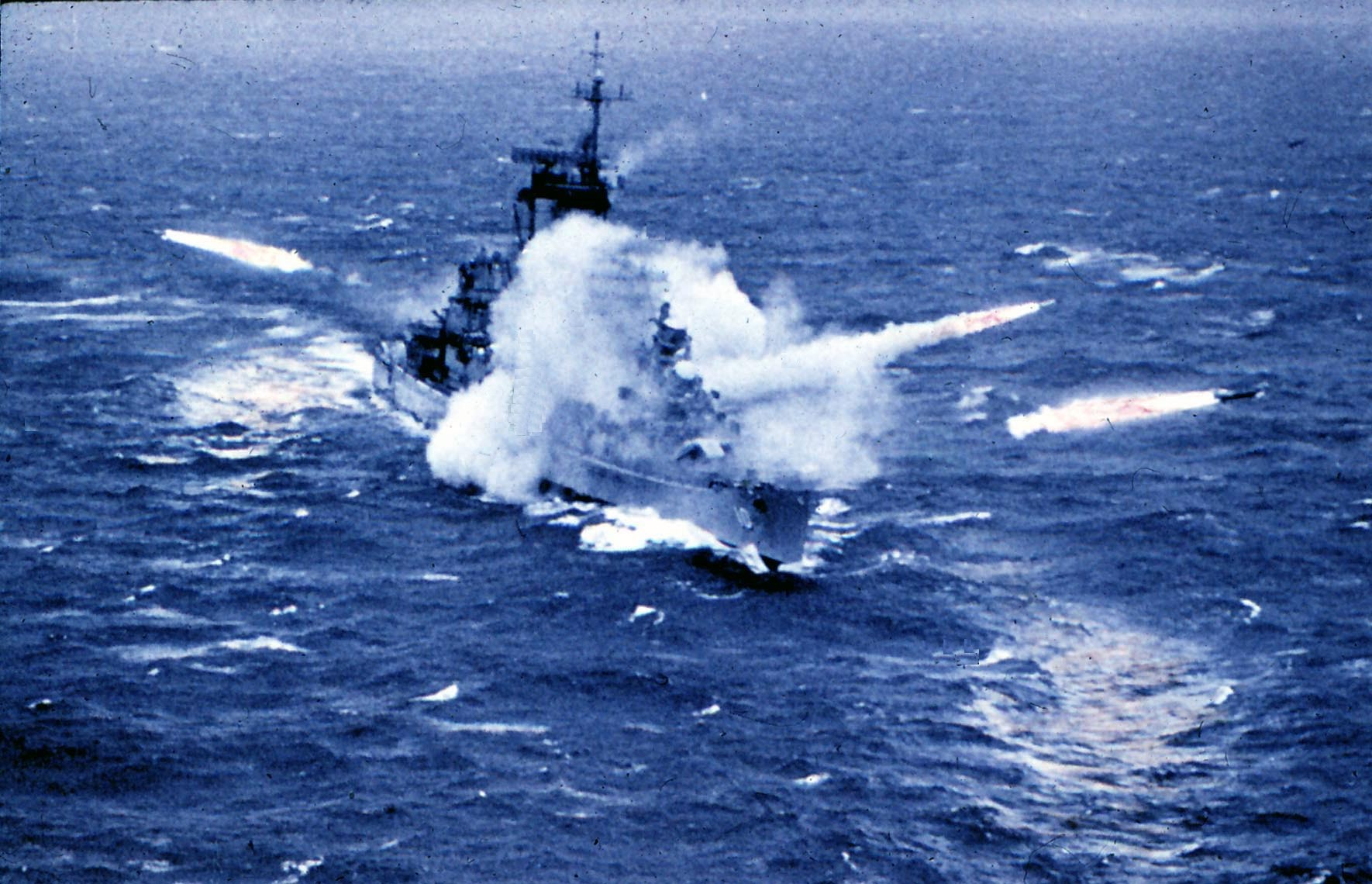
L'Albany tirant des missiles Talos et Tartar, au large des caps de Virginie dans l'océan Atlantique le 30 janvier 1963.

Les systèmes d'armes comprennent le système de contrôle de tir Mk 77 avec quatre radars de contrôle de tir AN/SPG-49 et deux lanceurs jumeaux Mk 12 pour l'armement de 104 missiles sol-air à longue portée Talos, un à l'avant et un à l'arrière. Ces croiseurs transportent également un armement de 84 missiles Tartar de courte portée lancés à partir de deux lanceurs jumeaux Mk 11, un de chaque bord de la superstructure principale du croiseur. Les missiles Tartar sont contrôlés par le système de contrôle de tir des missiles Mk 74 avec quatre radars de contrôle de tir AN/SPG-51 (en). Un certain espace a été alloué au milieu de ces croiseurs pour l'installation éventuelle de huit missiles Polaris, mais le projet d'ajouter ces missiles balistiques est abandonné au milieu de l'année 1959.

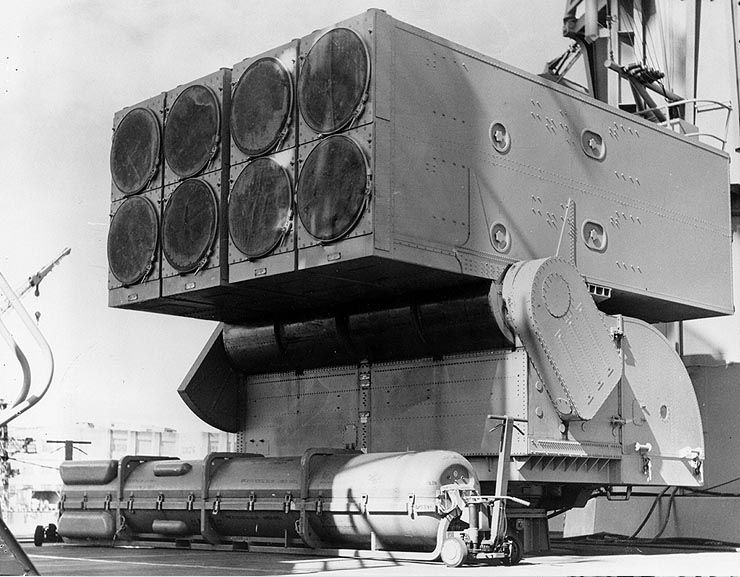
Huit tubes Mk 112 ASROC à bord de l'USS Columbus, 1962.

Pour la lutte anti-sous-marine, un lance-missiles Mk 112 à huit cellules pour ASROC est installé au milieu de chacun de ces croiseurs. Toujours pour la lutte anti-sous-marine, deux tubes lance-torpilles Mk 32 SVTT à trois cellules sont installés pour accueillir la torpille Mark 46.
Ces croiseurs d'abord convertis en navires de guerre entièrement équipés de missiles sans canon de marine, ont reçu plus tard, deux canons de 5 pouces (127 mm)/38calibres Mk 24, à bâbord et à tribord, près de la cheminée d'échappement arrière.
À la fin des années 1960, les USS Chicago et Albany ont subi d'importantes révisions techniques et les deux systèmes de missiles (Talos et Tartar) ont fait l'objet de nouvelles mises à niveau du système de contrôle de tir pour faire face à la menace croissante des missiles de croisière anti-navires et des avions de la marine soviétique. L'USS Columbus n'a pas reçu ces mises à jour de systèmes de missiles par manque de financement; il aura été mis hors service en 1975. En 1976, le système Talos est désactivé sur les navires de la classe Albany (le Tartar demeurant le seul système SAM opérationnel) et sur tous les autres navires de la flotte qui l'ont porté.
Fin 1979, les deux derniers navires de la classe, les USS Chicago et Albany sont programmés pour subir de profondes révisions. Il est prévu d'installer des missiles SM-1 (MR) (qui devaient remplacer le système Tartar), ainsi que deux Phalanx CIWS et deux lanceurs de missiles Harpoon à quatre cellules, et de procéder à un réaménagement majeur des machines, de la structure et de l'électronique des navires. Les fonds alloués à ces travaux sont toutefois réaffectés à d'autres navires et les deux croiseurs sont finalement mis hors service en 1980.

## Histoire

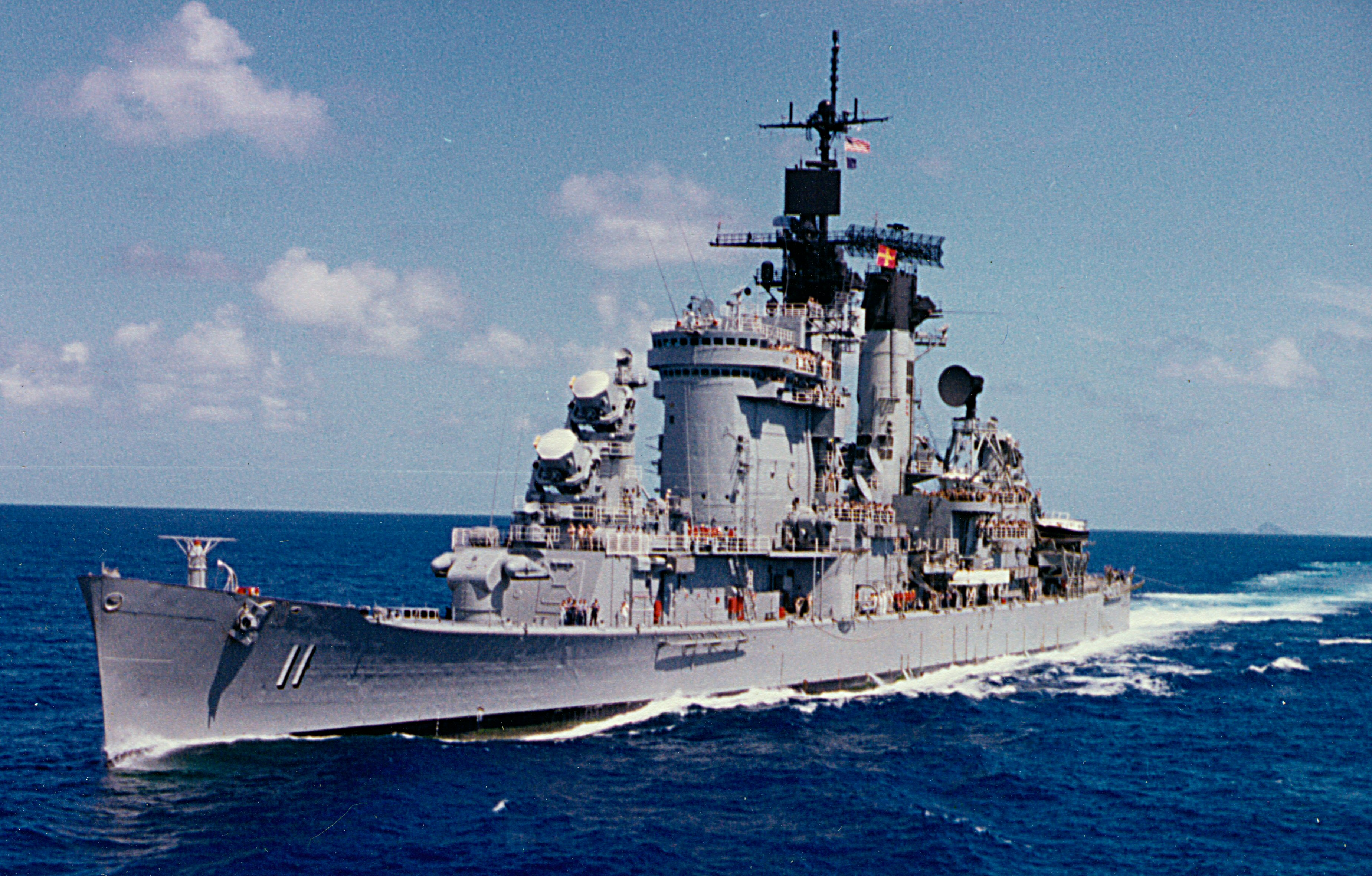
Le Chicago dans la mer de Corail en 1979. On peut distinguer les radar AN/SPG-49 et le lanceur SAM Mk 12. Photo prise depuis le.

Ces trois navires sont largement utilisés dans les années 1960 et 1970. Après son réarmement comme croiseur lance-missiles, l'USS Albany a principalement été déployé dans l'hémisphère occidental, de l'Europe du Nord à la Méditerranée et des Caraïbes  jusqu'en Amérique du Sud. Après une modernisation de vingt mois à partir de  1967, il a rejoint la Flotte de l'Atlantique, et, après 1976 a servi pendant quatre ans comme navire amiral de la Sixième Flotte en Méditerranée, depuis Gaète. De retour aux États-Unis, une nouvelle et importante modernisation paraissant trop coûteuse, sur un navire de son âge, il est désarmé à Norfolk en août 1980.
L'USS Chicago a principalement été déployé dans le Pacifique, participant à la guerre du Viêt Nam, d'abord en assurant, au sein de la TF 77, la couverture aérienne de zone, dans les PIRAZ (en), à partir de Yankee Station (en).  Ses tirs du système Talos, les seuls effectués en situation opérationnelle, pour l'ensemble des systèmes Talos/Terrier/Tartar, se révélèrent efficaces à longue distance. Il a abattu quelque 21 MiG vietnamiens, dont un à 75 km, au cours de l'opération de minage de Haïphong, en  1972. Avec onze citations, il a reçu le plus grand nombre de citations accordées à un croiseur pour service au Viêt Nam. Resté déployé dans le Pacifique, il a commémoré en 1979, avec des navires australiens, les combats de Guadalcanal, où le  HMAS Canberra et l'USS Chicago ont été perdus, en 1942-43. Il a été désarmé, à San Diego en 1980, pour les mêmes raisons que l'USS Albany.
L'USS Columbus, transformé en croiseur lance-missiles, a servi quatorze ans dans la Flotte de l'Atlantique. Il n'a pas reçu, on l'a vu plus haut, d'améliorations aussi importantes que les deux autres navires à la fin des années 1960, bien qu'il ait bénéficié de révisions techniques lui permettant de rester actif jusqu'à son déclassement au début de 1976, puis il est immédiatement vendu à la casse.
L'Albany et le Chicago, mis hors service à la fin de 1980, sont placés dans la flotte de réserve dans des conditions de préservation minimale jusqu'au début des années 1990. Ils sont tous deux vendus à la ferraille, respectivement en 1990 et 1991,.
Lorsque la classe Albany a été retirée du service, 25 autres bâtiments se trouvaient immatriculés croiseurs lance-missiles guidés, principalement dans quatre classes (Leahy, Belknap, California, et Virginia). Ensuite, 29 l'ont été dans la classe Ticonderoga. Jusqu'en 1975, il s'est agi de destroyers leaders, immatriculés DLG (voire DLGN), reclassés CG ou CGN, puis pour les 22 plus récents de la classe Ticonderoga, ils ont été directement classés CG, alors que leurs dimensions de coque étaient identiques à celles des précédentes unités de cette classe. Cette vingtaine de navires de la classe Ticonderoga est encore en service en 2020.

## Unités de la classe
La classe Albany est composée de trois unités :
| Nom          | Identifiant       | Constructeur                                                     | Armement          | Retrait du service | Image |
| ------------ | ----------------- | ---------------------------------------------------------------- | ----------------- | ------------------ | ----- |
| USS Albany   | CG-10 (ex CA-123) | Boston Navy Yard                                                 | 3 novembre 1962   | 29 août 1980       |       |
| USS Chicago  | CG-11 (ex CA-136) | San Francisco Naval Shipyard                                     | 2 mai 1964        | 1er mars 1980      |       |
| USS Colombus | CG-12 (ex CA-74)  | Puget Sound Naval Shipyard and Intermediate Maintenance Facility | 1er décembre 1962 | 31 janvier 1975    |       |